# Titan (песня Бесы)
Titan (с англ. — «Титан»), в версии на албанском Zemrën n’dorë (произношение [ˈzɛmɾən nˈdɔɾ(ə)]; алб. Сердце в руке) — песня албанской певицы и автора песен Бесы. Песня, которую она сама описывает как балладу «с большим контрастом», была написана Кокедимой и Кледи Бахити, а текст написан Розаной Ради и Петритом Сефаем. Она была выпущена самостоятельно 19 декабря 2023 года. Песня представила Албанию на конкурсе песни «Евровидение-2024», который прошёл в Мальмё, Швеция.

## Предыстория и композиция
Композиция «Zemrën n’dorë» написана Бесой Кокедхимой и Кледи Бахити, текст написан Розаной Ради и Петритом Сефаем. До этой песни Кокедима ранее подавала заявку на участие в конкурсе песни «Евровидение», предприняв попытку представлять Румынию в 2009 году. В интервью фан-сайту «Евровидения» Wiwibloggs она заявила, что песня для неё была балладой «с большим контрастом», далее заявив, что песня «была искренней эмоцией. Мы написали эту песню с такой любовью, и мы просто хотели выразить большой контраст в балладе, потому что, когда вы произносите балладу, я не думаю, что это именно то, что можно себе представить… она просто проходит через волны сильных эмоций… как бурное путешествие».
Было официально объявлено, что песня будет участвовать в конкурсе Festivali i Këngës 62 17 октября 2023 года. На национальном финале песня участвовала в первом полуфинале 19 декабря, несмотря на то, что было объявлено, что песня автоматически попадет в финал. Несмотря на то, что песня не победила в общем зачёте, она была выбрана для представления Албании на конкурсе песни «Евровидение», поскольку выбрана телефонным голосованием. 2 января 2024 года Беса объявила, что песня будет переработана, чтобы соответствовать правилам «Евровидения». Финальная версия песни для «Евровидения» выйдет в марте 2024 года.

## Продвижение
Чтобы продвинуть песню, Беса объявила о своем намерении принять участие в предварительных вечеринках «Евровидения», включая концертное мероприятие Eurovision in Concert 13 апреля 2024 года.

## Конкурс песни Евровидение

### Festivali i Këngës 62
Албанская телекомпания Radio Televizioni Shqiptar (RTSH) официально объявила о своём участии на конкурсе песни «Евровидение-2024» 30 августа 2023 года, используя свой давний метод выбора участника, Festivali i Këngës. Конкурс, в котором участвовала 31 участница, был организован в виде двух полуфиналов, кульминацией которых стал финал. В этом выпуске Festivali i Këngës, посвящённом отбору представителя страны, все 31 участник, независимо от того, прошли ли они в финал или нет, имели право представлять страну посредством телевизионного голосования. Абсолютный победитель конкурса не представлял страну, если только он также не выиграл телевизионное голосование.
В финале 22 декабря 2023 года, где все 31 участник имели право на победу, песня не одержала победу, и победа была присуждена Малю Реткоцери. Однако песня была объявлена победителем телепроекта и в результате получила право представлять Албанию на конкурсе песни «Евровидение-2024».

### Евровидение 2024
Конкурс песни «Евровидение-2024» пройдёт на арене «Мальмё» в Мальмё, Швеция, и будет состоять из двух полуфиналов, которые состоятся соответственно 7 и 9 мая, и финала 11 мая 2024 года. Во время жеребьёвки 30 января 2024 года Албания попала во второй полуфинал, выступив в его первой половине.

## Трек-лист
- Цифровое скачивание[a]

1. «Zemrën n’dorë» –  3:02

## История выпуска
| Страна    | Дата            | Формат           | Лейбл      | Ref.   |
| --------- | --------------- | ---------------- | ---------- | ------ |
| Различные | 19 декабря 2023 | Digital download | Самовыпуск | [ 16 ] |